# José Fernando Espinosa
José Fernando Espinosa (* 1891 in Etzatlán, Jalisco; † 9. März 1965 in Guadalajara, Jalisco), auch bekannt unter dem Spitznamen El Tata, war ein mexikanischer Fußballspieler und -funktionär in den Anfangsjahren des 1906 gegründeten Club Deportivo Guadalajara.

## Leben
Espinosa gehörte zu den Spielern, die am 15. September 1916 den allerersten Clásico Tapatío gegen den späteren Erzrivalen Atlas bestritten.
Von 1919 bis 1922 war er der vierte Präsident des Club Deportivo Guadalajara und 1923 entwarf er gemeinsam mit Ángel Bolumar das noch heutige gültige Vereinslogo.  In den Jahren 1935 und 1936 hatte Espinosa eine zweite Amtszeit als Präsident des Vereins.